# Championnat de France amateurs de football 1961-1962
Navigation
Division Nationale 1960-1961 Division Nationale 1962-1963
Le championnat de France amateurs de football 1961-1962 est la 24e édition du championnat de France amateurs, organisé par la Fédération française de football.
Il s'agit de la 14e édition disputée sous forme de championnat annuel, appelé Division Nationale, qui constitue alors le premier niveau de la hiérarchie du football français amateur.
La compétition est remportée par le SO Chambéry.

## Phase de groupes
- Relégation en ligue régionale.
- Participe à la phase finale de la compétition.
- Vainqueur de la phase finale de la compétition.

### Groupe Nord
L'US Dunkerque remporte le groupe Nord.
| Rang | Équipe                    | Pts | J  | G  | N | P  | Bp | Bc | GA    |
| ---- | ------------------------- | --- | -- | -- | - | -- | -- | -- | ----- |
| 1    | US Dunkerque              | 35  | 24 | 16 | 3 | 5  | 49 | 18 | 2,722 |
| 2    | AS Aulnoye                | 30  | 24 | 12 | 6 | 6  | 33 | 26 | 1,269 |
| 3    | US Quevilly               | 27  | 24 | 12 | 3 | 9  | 29 | 22 | 1,318 |
| 4    | UA Sedan-Torcy            | 27  | 24 | 11 | 5 | 8  | 40 | 33 | 1,212 |
| 5    | FC Dieppe                 | 27  | 24 | 13 | 1 | 10 | 35 | 31 | 1,129 |
| 6    | AS Beauvais               | 26  | 24 | 12 | 2 | 10 | 34 | 37 | 0,919 |
| 7    | US Auchel                 | 25  | 24 | 11 | 3 | 10 | 30 | 32 | 0,938 |
| 8    | FC Rouen                  | 23  | 24 | 7  | 9 | 8  | 32 | 29 | 1,103 |
| 9    | CA Montreuil              | 22  | 24 | 8  | 6 | 10 | 25 | 30 | 0,833 |
| 10   | Stade de Reims            | 21  | 24 | 6  | 9 | 9  | 37 | 41 | 0,902 |
| 11   | Stade français FC         | 19  | 24 | 7  | 5 | 12 | 32 | 41 | 0,78  |
| 12   | Stade Montmorency-Enghein | 15  | 24 | 3  | 9 | 12 | 26 | 46 | 0,565 |
| 13   | SM Caen                   | 15  | 24 | 6  | 3 | 15 | 24 | 40 | 0,6   |

### Groupe Est
Le FC Sochaux-Montbéliard remporte le groupe Est.
| Rang | Équipe                 | Pts | J  | G  | N  | P  | Bp | Bc | GA    |
| ---- | ---------------------- | --- | -- | -- | -- | -- | -- | -- | ----- |
| 1    | FC Sochaux-Montbéliard | 38  | 26 | 17 | 4  | 5  | 67 | 28 | 2,393 |
| 2    | AS Strasbourg          | 31  | 26 | 12 | 7  | 7  | 36 | 27 | 1,333 |
| 3    | RC Strasbourg          | 29  | 26 | 13 | 3  | 10 | 47 | 35 | 1,343 |
| 4    | ASCA Wittelsheim       | 29  | 26 | 12 | 5  | 9  | 33 | 44 | 0,75  |
| 5    | FC Nancy               | 28  | 26 | 9  | 10 | 7  | 36 | 31 | 1,161 |
| 6    | Sportive Thionville    | 28  | 26 | 12 | 4  | 10 | 40 | 44 | 0,909 |
| 7    | FC Mulhouse            | 27  | 26 | 9  | 9  | 8  | 40 | 29 | 1,379 |
| 8    | FC Wittisheim          | 27  | 26 | 10 | 7  | 9  | 34 | 25 | 1,36  |
| 9    | ECAC Chaumont          | 27  | 26 | 12 | 3  | 11 | 48 | 40 | 1,2   |
| 10   | ASP Belfort            | 25  | 26 | 9  | 7  | 10 | 31 | 35 | 0,886 |
| 11   | RCFC Besançon          | 24  | 26 | 9  | 6  | 11 | 42 | 38 | 1,105 |
| 12   | CS Stiring-Wendel      | 21  | 26 | 8  | 5  | 13 | 22 | 42 | 0,524 |
| 13   | AS Giraumont           | 19  | 26 | 7  | 5  | 14 | 33 | 54 | 0,611 |
| 14   | AS Valentigney         | 11  | 26 | 3  | 5  | 18 | 23 | 59 | 0,39  |

Le FC Wittisheim fusionne en fin de saison avec le SR Colmar pour donner naissance aux Sports réunis Colmar-Wittisheim.

### Groupe Ouest
L'AS Orléans remporte le groupe Ouest.
| Rang | Équipe                | Pts | J  | G  | N  | P  | Bp | Bc | GA    |
| ---- | --------------------- | --- | -- | -- | -- | -- | -- | -- | ----- |
| 1    | AS Orléans            | 33  | 24 | 15 | 3  | 6  | 37 | 18 | 2,056 |
| 2    | CS Fontainebleau      | 29  | 24 | 12 | 5  | 7  | 40 | 34 | 1,176 |
| 3    | AS Brest              | 28  | 24 | 12 | 4  | 8  | 32 | 25 | 1,28  |
| 4    | AAJ Blois             | 28  | 24 | 12 | 4  | 8  | 30 | 25 | 1,2   |
| 5    | Stade rennais UC      | 27  | 24 | 11 | 5  | 8  | 31 | 23 | 1,348 |
| 6    | US Le Mans            | 26  | 24 | 10 | 6  | 8  | 30 | 21 | 1,429 |
| 7    | Stade brestois        | 25  | 24 | 9  | 7  | 8  | 28 | 28 | 1     |
| 8    | Stade saint-germanois | 21  | 24 | 7  | 7  | 10 | 24 | 28 | 0,857 |
| 9    | LB Châteauroux        | 21  | 24 | 7  | 7  | 10 | 28 | 31 | 0,903 |
| 10   | SO Châtellerault      | 21  | 24 | 7  | 7  | 10 | 26 | 30 | 0,867 |
| 11   | FC Nantes             | 19  | 24 | 5  | 9  | 10 | 21 | 27 | 0,778 |
| 12   | Stade briochin        | 18  | 24 | 4  | 10 | 10 | 16 | 31 | 0,516 |
| 13   | FC La Roche-sur-Yon   | 16  | 24 | 5  | 6  | 13 | 26 | 48 | 0,542 |

### Groupe Sud-Est
Le SO Chambéry remporte le groupe Sud-Est.
| Rang | Équipe              | Pts | J  | G  | N  | P  | Bp | Bc | GA    |
| ---- | ------------------- | --- | -- | -- | -- | -- | -- | -- | ----- |
| 1    | SO Chambéry         | 32  | 24 | 15 | 2  | 7  | 43 | 28 | 1,536 |
| 2    | La Voulte sportif   | 30  | 24 | 10 | 10 | 4  | 34 | 19 | 1,789 |
| 3    | FC Annecy           | 29  | 24 | 11 | 7  | 6  | 41 | 27 | 1,519 |
| 4    | FC Gueugnon         | 28  | 24 | 10 | 8  | 6  | 36 | 21 | 1,714 |
| 5    | GFC Ajaccio         | 25  | 24 | 9  | 7  | 8  | 30 | 28 | 1,071 |
| 6    | US Blanzy-Montceau  | 25  | 24 | 9  | 7  | 8  | 37 | 40 | 0,925 |
| 7    | AS Monaco           | 24  | 24 | 10 | 4  | 10 | 30 | 27 | 1,111 |
| 8    | Hyères FC           | 24  | 24 | 7  | 10 | 7  | 22 | 32 | 0,688 |
| 9    | ES Port-Saint-Louis | 22  | 24 | 7  | 8  | 9  | 32 | 36 | 0,889 |
| 10   | SC Draguignan       | 20  | 24 | 6  | 8  | 10 | 25 | 29 | 0,862 |
| 11   | AS Saint-Étienne    | 19  | 24 | 6  | 7  | 11 | 27 | 33 | 0,818 |
| 12   | CS Louhans          | 19  | 24 | 5  | 9  | 10 | 24 | 45 | 0,533 |
| 13   | Olympique lyonnais  | 15  | 24 | 4  | 7  | 13 | 21 | 37 | 0,568 |

### Groupe Sud-Ouest
L'ESA Brive remporte le groupe Sud-Ouest.
| Rang | Équipe                | Pts | J  | G  | N  | P  | Bp | Bc | GA    |
| ---- | --------------------- | --- | -- | -- | -- | -- | -- | -- | ----- |
| 1    | ESA Brive             | 35  | 22 | 13 | 9  | 0  | 38 | 11 | 3,455 |
| 2    | Chamois niortais FC   | 29  | 22 | 11 | 7  | 4  | 42 | 22 | 1,909 |
| 3    | EF Bergerac           | 25  | 22 | 9  | 7  | 6  | 30 | 29 | 1,034 |
| 4    | RC Vichy              | 24  | 22 | 9  | 6  | 7  | 33 | 25 | 1,32  |
| 5    | US Revel              | 23  | 22 | 8  | 7  | 7  | 38 | 39 | 0,974 |
| 6    | US Albi               | 22  | 22 | 6  | 10 | 6  | 41 | 26 | 1,577 |
| 7    | Girondins de Bordeaux | 21  | 22 | 6  | 9  | 7  | 29 | 28 | 1,036 |
| 8    | EDS Montluçon         | 21  | 22 | 6  | 9  | 7  | 30 | 39 | 0,769 |
| 9    | SA Rochefort          | 19  | 22 | 6  | 7  | 9  | 27 | 34 | 0,794 |
| 10   | FC Pau                | 19  | 22 | 7  | 5  | 10 | 27 | 37 | 0,73  |
| 11   | US Cazères            | 14  | 22 | 4  | 6  | 12 | 26 | 46 | 0,565 |
| 12   | Stade montois         | 12  | 22 | 4  | 4  | 14 | 26 | 51 | 0,51  |

### Groupe Algérie
La compétition est arrêtée en raison de la guerre d'Algérie.
| Rang | Équipe          | Pts | J  | G | N | P | Bp | Bc | GA    |
| ---- | --------------- | --- | -- | - | - | - | -- | -- | ----- |
| 1    | SC Bel Abbès    | 25  | 18 |   |   |   | 28 | 9  | 3,111 |
| 2    | GS Alger        | 24  | 18 |   |   |   | 25 | 18 | 1,389 |
| 3    | GS Orléansville | 21  | 17 |   |   |   | 35 | 17 | 2,059 |
| 4    | AS Saint-Eugène | 20  | 17 |   |   |   | 30 | 19 | 1,579 |
| 5    | CAL Oran        | 20  | 17 |   |   |   | 24 | 19 | 1,263 |
| 6    | FC Blida        | 20  | 18 |   |   |   | 25 | 21 | 1,19  |
| 7    | AS Batna        | 16  | 18 |   |   |   | 24 | 20 | 1,2   |
| 8    | JS Saint-Eugène | 14  | 17 |   |   |   | 25 | 23 | 1,087 |
| 9    | USSC Témouchent | 14  | 17 |   |   |   | 14 | 22 | 0,636 |
| 10   | AGS Mascara     | 14  | 18 |   |   |   | 18 | 38 | 0,474 |
| 11   | AS Bône         | 13  | 18 |   |   |   | 13 | 32 | 0,406 |
| 12   | ROP Constantine | 9   | 17 |   |   |   | 17 | 40 | 0,425 |

## Phase finale
La phase finale oppose les vainqueurs des groupes sur un seul match sous forme d'une poule unique.
| Rang | Équipe                 | Pts | J | G | N | P | Bp | Bc | GA    |  | Résultats (▼ dom., ► ext.) | SOC | FCSM | USD | ASO | ESAB |
| ---- | ---------------------- | --- | - | - | - | - | -- | -- | ----- |  | -------------------------- | --- | ---- | --- | --- | ---- |
| 1    | SO Chambéry            | 5   | 4 | 2 | 1 | 1 | 4  | 2  | 2     |  | SO Chambéry                |     |      |     | 0-0 | 2-0  |
| 2    | FC Sochaux-Montbéliard | 5   | 4 | 2 | 1 | 1 | 6  | 5  | 1,2   |  | FC Sochaux-Montbéliard     | 0-2 |      | 2-0 |     |      |
| 3    | US Dunkerque           | 4   | 4 | 2 | 0 | 2 | 8  | 8  | 1     |  | US Dunkerque               | 2-0 |      |     | 5-4 |      |
| 4    | AS Orléans             | 3   | 4 | 0 | 3 | 1 | 6  | 7  | 0,857 |  | AS Orléans                 |     | 2-2  |     |     | 0-0  |
| 5    | ESA Brive              | 3   | 4 | 1 | 1 | 2 | 3  | 5  | 0,6   |  | ESA Brive                  |     | 1-2  | 2-1 |     |      |